# راندي تشيفرير
راندي تشيفرير هو لاعب كرة قدم أمريكية كندي، ولد في 6 يونيو 1976 في مونتريال في كندا.

## وصلات خارجية
- راندي تشيفرير على موقع مرجع كرة القدم المحترفة.كوم (الإنجليزية)
- راندي تشيفرير على موقع JustSportsStats.com (الإنجليزية)